# 11438 Zeldovich
11438 Zeldovich este un asteroid din centura principală de asteroizi.

## Descriere
11438 Zeldovich este un asteroid din centura principală de asteroizi. A fost descoperit pe 29 august 1973 la Observatorul de Astrofizică din Crimeea de Tamara Smirnova. Asteroidul prezintă o orbită caracterizată de o semiaxă mare de 2,19 ua, o excentricitate de 0,19 și o înclinație de 2,8° în raport cu ecliptica.